# Ислам и астрология
Астрология занимается изучением движений и относительного положения небесных тел, которые, как считается, оказывают влияние на человеческие дела и окружающий мир. В ранней исламской истории астрология (‘илм ан-нуджум), была «несомненно» самой популярной из «многочисленных практик, пытающихся предсказать будущие события или различить скрытые вещи», по словам историка Эмили Сэвидж-Смит .
Некоторые средневековые мусульмане интересовались изучением видимого движения звезд. Отчасти это было связано с тем, что они считали небесные тела важнейшими, а отчасти с тем, что жители пустынных регионов часто путешествовали по ночам и полагались на знание созвездий для ориентации в своих путешествиях. После прихода ислама мусульманам необходимо было определить время молитв, направление, в котором будет располагаться Кааба, и правильную ориентацию мечети. Все это помогло дать духовный импульс изучению астрономии и способствовало вере в то, что небесные тела оказывают влияние на земные дела, а также на условия жизни человека.

## Типы
В ранней исламской истории астрология имела несколько категорий:
- «негороскопическая астрология», которая включает в себя «предсказание событий, основанное на восходе или заходе определенных групп звезд»;
- «судебная астрология», включающая «расчет положений планет и математическое составление гороскопов»
  - определять судьбу отдельных людей, стран или династий,
  - о «благоприятных и неблагоприятных днях»; и
  - для ответа на конкретные вопросы — местонахождение потерянных предметов, зарытых сокровищ или «диагностика и прогнозирование заболеваний».

## Истоки астрологии в исламе

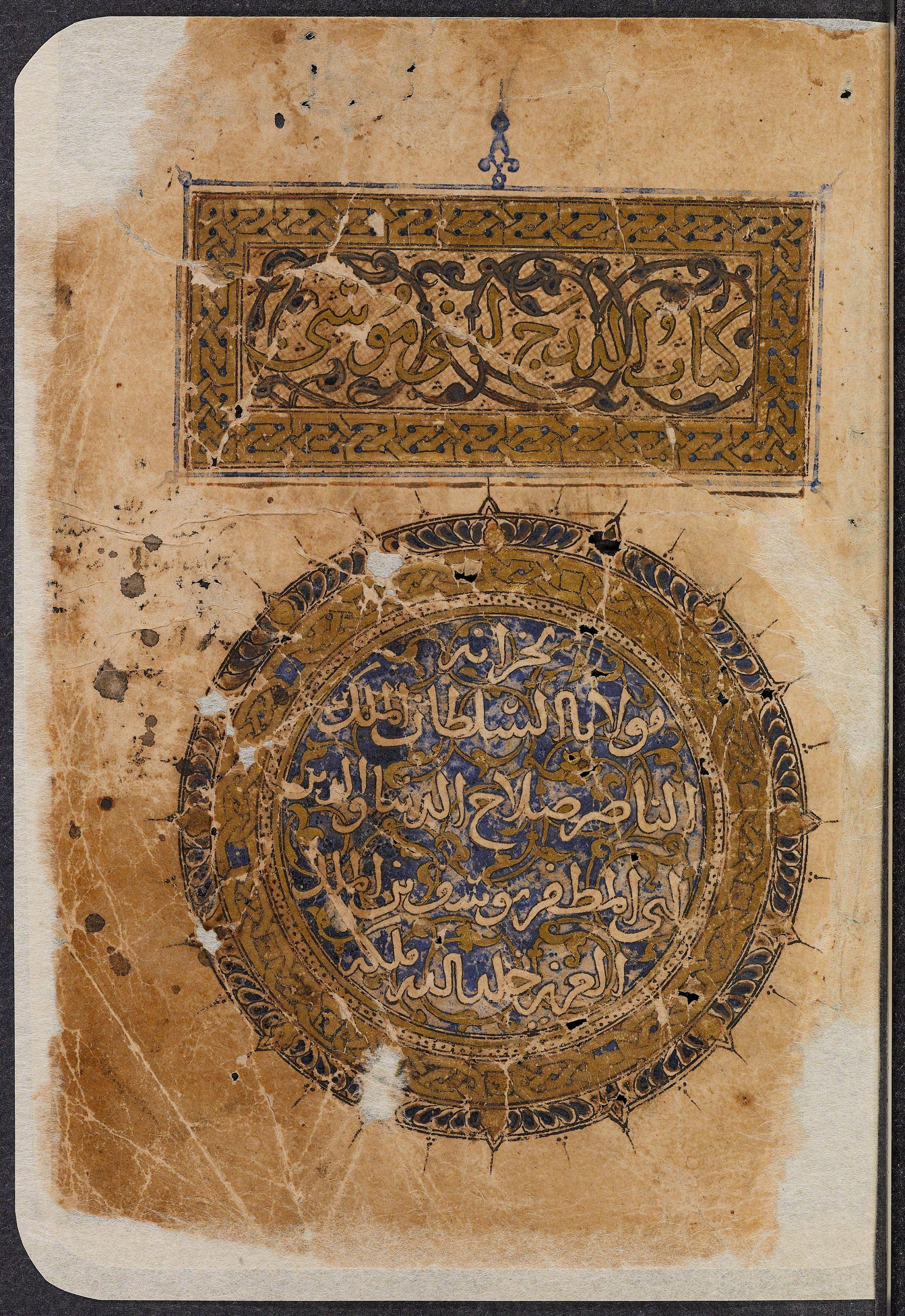
Китаб ад-Дарадж ; ранний исламский труд, свидетельствующий о значимости астрологии в раннем исламе.

Самые ранние свидетельства существования мусульман и, следовательно, исламской позиции против астрологии берут свое начало от таких личностей, как Абд аль-Джаббар. Эта позиция отличается от позиции таких людей, как Абу Машар аль-Балхи, которые пытались обосновать причинно-следственное влияние небесных существ на земные формы жизни. Об этом также свидетельствует наличие исторических текстов, таких как «Китаб ад-Дарадж», которые являются доказательством присутствия астрологии в раннем исламе. Однако даже до этих личностей/текстов существовали историки и теологи, такие как Аль Хашими, которые через философов, таких как Маша Аллах, пытались оправдать роль астрологии в оказании влияния на религию исламских приверженцев. Аль Хашими, ссылаясь на авторитет Маша Аллаха, попытался исследовать возможность влияния звезд на нравственность и религию человека в целом. Маша Аллах далее цитируется, чтобы указать на идею о том, что рождение исламского пророка Мухаммеда было результатом объединения небесных объектов, также известного как планетарное соединение; по сути, указывая на неотъемлемое рождение Мухаммеда в результате астрологических событий. Однако и Маша Аллах, и Аль Хашими сходятся в своей изначальной позиции, указывающей на планеты, звезды и других небесных существ как на основные средства, с помощью которых осуществляется божественное правление, то есть на то, как Бог осуществляет контроль над всеми формами жизни. Массированная критика, полученная такими людьми, как Аль Хашими, привела к тому, что подобные деятели предположили, что астрологические утверждения можно определить без какого-либо вмешательства в религию. Тем не менее, труд Аль-Хашими указывает на неотъемлемое присутствие астрологии в раннем исламе. Хотя астрология в целом недопустима в исламе, ранние мусульмане полагались на солнце и луну, чтобы определять важные вещи, такие как направление на Мекку, время поста в Рамадан, а также начало и конец каждого месяца. Несмотря на то, что ранние мусульманские астрологи больше концентрировали внимание на планетах и их энергии, традиционные символы зодиака, заимствованные из эллинистической астрологии, сохранялись на протяжении всей их практики. Они использовали астрологию и положение планет для прогнозирования здоровья и благополучия людей. Затмения в Весах, Водолее или Близнецах были предсказаниями всемирных эпидемий, а кометы или падающие звезды были предсказаниями голода и болезней.

## Астрология в Коране
Многие толкования Корана (основного исламского текста) указывают на астрологию как на нечто, противоречащее основополагающим принципам, проповедуемым исламской религиозной традицией. Астрология в конечном итоге указывает на роль небесных существ, влияющих на земную жизнь и повседневную жизнь людей, в конечном итоге препятствуя их судьбе. Различные отрывки из Корана интерпретируются, чтобы опровергнуть эту теорию. Наиболее очевидно, что касается гороскопов, исламские ученые принимают утверждения Корана в суре «Аль-Джинн», где предполагается, что «(Он один) Знающий о сокровенном (гайб), и Он никому не открывает Свое сокровенное (гайб), кроме Посланника (из людей), которого Он избрал. (Он сообщает ему о сокровенном столько, сколько пожелает), а затем Он заставляет группу наблюдающих стражей (ангелов) маршировать перед ним и за ним», чтобы означать, что любое такое присутствие внеземного влияния на человечество неправдоподобно и, следовательно, является харамом (запрещенным) в Исламе. Это еще больше подчеркивается тафсиром (научным толкованием) аята, который указывает на тот факт, что никакое существо, кроме Аллаха (Бога), не может обладать знанием невидимого или, по сути, неизвестного. Именно этим опровергается использование гороскопов и последующее использование астрологии в Исламе. Тем не менее, Ислам через Коран дает начало использованию астрономии, в отличие от астрологии, для определения времени года (то есть определения лунного и солнечного календарей), а также для определения направления по компасу. Коран воплощает эту концепцию, указывая на небесных существ как на «ориентиры», предназначенные для верующих и служащие им ориентиром. Таким образом, Коран указывает на основную цель астрологии как на средство предоставления физического руководства/навигации для приверженца, по сути, считая ее использование в качестве гороскопов запрещенным.
| Сура              | Стих |
| ----------------- | --- |
| Аль-Маида, стих 3 | «Запрещено также использовать стрелы в поисках удачи или решения; все это является непослушанием Аллаху и грехом» |
| Лукман Стих 34    | «О, Аллах! У Него знание о Часе. Он ниспосылает дождь и знает то, что в утробах. Ни одна душа не знает, что она приобретет завтра, и ни одна душа не знает, в какой земле она умрет. О, Аллах — Знающий, Ведающий».                                                                |
| Хадж Стих 18      | Неужели ты не видишь, что перед Аллахом падают ниц те, кто на небесах и на земле, солнце, луна, звезды, горы, деревья, животные и многие люди. А многие из них заслуживают мучений. Никто не окажет почтения тому, кого унизит Аллах. Воистину, Аллах поступает так, как пожелает. |

## Астрология в хадисах
Хадис представляет собой ссылку на наставления и практику Мухаммеда, которые приверженцы исламской веры призываются воплощать в жизнь. Мухаммед выдвигал различные заявления относительно законности/незаконности астрологии по отношению к исламской религиозной традиции. Передал Абу Дауд, предполагается, что Мухаммед сказал: «Тот, кто ищет знания у звезд, ищет одну из ветвей колдовства…»; то, что по своей сути запрещено в Исламе. Хадис ясно указывает на сильную позицию против астрологии и последующее навязывание астрологии как того, что запрещено, в Сахихе Бухари, который является достоверным источником рассказов Мухаммеда. Хадис предполагает, что дождь — это щедрость, дарованная только Аллахом (Богом). Далее он предполагает, что любой приверженец, который верит, что дождь является результатом деяний любого другого существа, живого или нет, впадает в неверие. Хадис делает особое упоминание о звездах, предполагая, что те люди, которые предполагают, что дождь возникает в результате звезды, «тот является неверующим в Меня (Аллаха)». " Это работает, чтобы в корне воплотить концепцию астрологии и вытекающую из нее веру в идею о том, что небесные существа оказывают влияние на что-либо, кроме того, что закреплено в Коране и хадисах, как то, что представляет собой ширк (богохульство), побуждая человека покинуть лоно религии. В конечном итоге, указывая на то, что любое предположение о том, что звезды выполняют какие-либо иные функции, кроме как служат средством навигации для человека, запрещено, хадис стремится указать на астрологию как на то, от чего мусульманам следует воздерживаться.
| Текст    | Хадис                                                                                            |
| -------- | ------------------------------------------------------------------------------------------------ |
| Абу Дауд | «Кто обращается к оракулу или предсказателю, тот не верует в то, что было ниспослано Мухаммаду». |

## Богословские взгляды на астрологию
Разные ученые придерживаются разных мнений относительно астрологии и суждения ислама о ее допустимости. Одна из выдвинутых концепций исходит от имама Али — четвертого праведного халифа ислама, двоюродного брата и зятя Мухаммеда. Соответствующая точка зрения Али заключалась в том, что астрология — это то, что в корне запрещено в исламе. Предлагая своим последователям: «О люди! Остерегайтесь изучать науку о звездах, за исключением той, с помощью которой ищут руководство на суше или на море, потому что это ведет к прорицанию, а астролог — прорицатель, в то время как прорицатель подобен колдуну, колдун подобен неверующему, а неверующий окажется в аду», Али стремился предоставить научное мнение, указав на веру в то, что любое небесное существо может дать что-то большее, чем Бог, что является неверием в исламе. Это соответствует тому, что изложено в Коране, который указывает на звезды и, таким образом, астрологию как на единственное средство навигации. Напротив, такие выдающиеся личности, как Ибн Араби, высказывают научное мнение, которое допускает ограниченную степень согласия с принципами астрологии. Это подчеркивается последователями Ихванов, которые указывают на отдельных пророков и, соответственно, на исторические события, как на нечто, находившееся под влиянием небесных существ. Такие люди, тем не менее, согласны с тем, что планеты никоим образом не считаются Богом, но при этом предполагают/приписывают каждому пророку определенную планету/небесное существо с определенными работами, указывающими на планеты как созданные по образу и подобию Бога. Более того, пророк Идрис, более известный как Енох, был одарен большими познаниями в области звезд и использовал свой дар, чтобы размышлять о величии Бога и учить других. Благодаря своему глубокому пониманию астрологии пророк Идрис научил людей тому, как Вселенная влияет на их жизнь, и положил начало изучению звезд. Говорят, что Идрис воздал должное звездам и луне за их вклад в развитие человечества, и после своей смерти он вознесся на небеса. Выясняется, что Идрис вознесся на небеса и там умер. Идрис отправился в рай и оставил после себя понимание астрологии, известное сейчас в исламе.